# Rožkovany
Rožkovany es un municipio situado en el distrito de Sabinov, en la región de Prešov, Eslovaquia. Tiene una población estimada, a inicios de 2022, de 1331 habitantes.
Está ubicado en el centro-oeste de la región, en el valle del río Torysa (cuenca hidrográfica del río Tisza).

## Demografía
| Año        | 1994 | 2004     | 2014    | 2024    |
| ---------- | ---- | -------- | ------- | ------- |
| Población  | 1150 | 1284     | 1331    | 1322    |
| Diferencia |      | +11,65 % | +3,66 % | −0,67 % |

| Año        | 2023 | 2024    |
| ---------- | ---- | ------- |
| Población  | 1323 | 1322    |
| Diferencia |      | −0,07 % |